# David John de Laubenfels
David John de Laubenfels (5 de diciembre de 1925, Pasadena-6 de febrero de 2016) fue un botánico y geógrafo estadounidense.
En 1953 obtuvo su doctorado versando su tesis sobre Geografía y Botánica, por la Universidad de Illinois.
Es un importante especialista y autoridad en coníferas del hemisferio sur, con énfasis en el género Cycas.
Fue un conspicuo recolector de flora de EE. UU., Fiyi, Nueva Caledonia, Papúa Nueva Guinea.
Fue investigador de la Universidad de Siracusa, profesor asociado, y emérito, fitogeógrafo.

## Algunas publicaciones
- de Laubenfels, DJ. 1953. The External Morphology of Coniferous Leaves. En: Phytomorphology. 3, pp. 1–20.

- ------. 1959. Parasitic Conifer Found in New Caledonia. En: Science. 130, p. 97.

- ------. 1962. The Primitiveness of Polycotyledony Considered with Special Reference to the Cotyledonary Condition in Podocarpaceae. En: Phytomorphology. 12, pp. 196–300

- ------. 1969. A revision of the Malesian and Pacific rainforest conifers, I. Podocarpaceae in parts. In: J. of the Arnold Arboretum. 50: 274–314

- ------. 1970. A Geography of Plants and Animals. Ed. W C Brown Co, 133 pp. ISBN 0-697-05154-4

- ------. 1970. The Vegetation Formations of Latin America. In: Revista Geog. 72: 96–138

- Carlson, DS; GJ Armelagos; DJ de Laubenfels. 1971. Problems in Racial Geography. Ann.Ass.Am.Geog. 61 (3) (sep 1971): 630-633

- de Laubenfels, DJ. 1972. Gymnospermes, Flore de la Nouvelle-Calédonie et Dépendances

- ------. 1975. Mapping the World's Vegetation: Regionalization of Formations and Flora, xvii + 246 pp.; Syracuse Univ. Press. NY. ISBN 0-8156-2172-8

- ------. 1978. The Taxonomy of Philippine Coniferae and Taxaceae. In: Kalikasan. 7: 117–152

- ------. 1982. Podocarpaceae. In: Flora de Venezuela 11: 7–41

- ------. 1985. A Taxonomic Revision of the Genus Podocarpus. In: Blumea 30: 251–279

- ------. 1988. Coniferales. Flora Malesiana

- ------; F Adema. 1998. A taxonomic revision of the genera Cycas and Epicycas Gen. Nov. (Cycadaceae). Blumea 43: 351-400

- ------. A New Species of Podocarpus from the Maquis of New Caledonia, New Zealand Journal of Botany 41 (2003) 715-718

- ------. 2003. A New Species of Podocarpus from the Maquis of New Caledonia. In: New Zealand J. of Botany. 41: 715–718

- ------. 2004. Podocarpaceae in Flora of the Venezuelan Guayana. Mo.Bot.Gard. Press 8, 297-300

- ------. 2006. Dicots & Polycots. Conif.Quart. 23, 28-29

## Honores

### Eponimia
- (Araucariaceae) Araucaria laubenfelsii Corbasson 1968 fue nombrada en su honor.[5]

- (Podocarpaceae) Podocarpus laubenfelsii S.K.K.Tiong[6]

- La abreviatura «de Laub.» se emplea para indicar a David John de Laubenfels como autoridad en la descripción y clasificación científica de los vegetales.[7]